# アンリ・メショニック
アンリ・メショニック（Henri Meschonnic、1932年9月18日 - 2009年4月8日）は、フランスの言語理論家、随筆家、翻訳家、詩人。フランス・パリ出身。ユダヤ系フランス人。パリ第8大学教授。
ヴィクトル・ユゴー、ジェラール・ド・ネルヴァルなどフランス詩人の研究やヘブライ語聖書のフランス語翻訳で知られる。

## 人物
著書において多くの作家、詩人を取り上げるが、その大半を批判的に論じており、メショニックは非常に論争的(polémique)な人物だと評されることが多い。

### 知的冒険
アンリ・メショニックは1926年にベッサラビアから来たユダヤ系ロシア人の両親のもとに生まれた。第二次世界大戦中は隠れて生活していた（Enfant caché）。若くしてバカロレアを取得し、その後ソルボンヌ大学で文学の高等教育を続けた。学生時代には延期者であり、1960年のアルジェリア戦争中に兵役としてアルジェで8か月間滞在した。彼の最初の詩はその経験を証している。
1959年に文学のアグレジェとなり、アンリ・メショニックは1963年から1968年までリール大学で教鞭を執った後、1969年にヴァンセンヌ実験大学センターに加わり、フランソワ・シャトレ、ジル・ドゥルーズ、ジャン＝フランソワ・リオタール、ミシェル・フーコー、アラン・バディウらと共にその創設に参加した。彼は長年にわたり、パリ第八大学で言語学と文学を教え（1997年まで）、1989年から1993年まで科学委員会の副会長を務め、1990年に自ら設立した博士課程「意味の学問」« Disciplines du sens » のディレクターも務めた。パリ第八大学では、ジル・ドゥルーズ、ルネ・シェレール、リオタールなどが同僚であった。
アルジェリア戦争中に独学で学んだヘブライ語の研究が彼を聖書翻訳に取り組ませ、リズムや言語の一般理論、詩の問題に関する考察の出発点となった。これを示すのが、1970年に一緒に出版された最初の二冊の本『Les Cinq Rouleaux』と『Pour la poétique』である。
アンリ・メショニックは、詩を言説としての歴史性、口述性、およびモダニティによって「内と外」でリズムの思想を進める歴史的な言語の人類学を提唱した。主体の概念は、言説の特定の活動と見なされる。『Pour la poétique』から『Politique du rythme, Politique du sujet』、『Critique du rythme, Anthropologie historique du langage』までの一連のエッセイは、文学と言語理論を出発点とし、さまざまな学問分野に触れている。詩はすべての言説に共通する倫理的価値のオペレーターと見なされる。リズムの概念は彼の思索の中心を占めている。詩的な執筆、翻訳、およびエッセイを組み合わせた作品の中で、メショニックはアカデミズム、特に構造主義に対抗していると考えられるものに反対する立場を明確にしている。これは特に、ヴィルヘルム・フォン・フンボルト、フェルディナン・ド・ソシュール、およびエミール・バンヴェニストの提案に基づいている。
翻訳理論家として、メショニックは翻訳の歴史性を強調した。彼は1973年に『Pour la poétique II』『Épistémologie de l’écriture』『Poétique de la traduction』、特に1999年に『Poétique du traduire』でその見解を総括したが、翻訳はアンリ・メショニックの研究において常に重要な関心事であり、彼は翻訳を批判的な行為として提示している。
翻訳されるべきテキストは、オブジェクトや書かれたものとしてではなく、言説や発話として捉えるべきである。テキストはその著者と切り離せない行為である。翻訳とは、生きた言葉に接続することであり、固定された記号の言語に接続することではない。このアプローチは形と意味の二元論を超えることを可能にし、メショニックは「形意味」の概念を語っている。翻訳されるべきテキストは動的なものとして捉えられるべきであり、リズムが意味の主要な担い手であり、単語よりも重要である。イヴ・ボヌフォワはこれらの仮説に基づき、翻訳されるべきテキストを「出来事」や「言うこと」と表現した。この「言うこと」はまず詩人から来て、次に継続的に詩から来るものであり、したがって翻訳者は詩を翻訳するために詩人に遡る必要がある。

### 詩学から歴史的言語人類学へ
メショニックはロマン・ヤコブソンに続き、後に「歴史的言語人類学」と呼ばれる詩学を提唱した。この新しい詩学の中心概念はリズムの概念であり、彼はいくつかの定義を提案した。従来、リズムは同じ要素の規則的な反復によって定義されていたが、アンリ・メショニックはこの概念をイウリ・ティニヤーノフの仕事に依拠して、詩の構成要素全体に拡張した：そのアクセント、音韻組織（メショニックは「韻律」と呼んでいる）、さらにその構文や語彙構造も含まれる。
アンリ・メショニックにとってリズムはさらに広い意味を持ち、言説の一般的な組織化とその言説を生み出す主体の活動を指すようになる。メショニックによれば、リズムは「主体による言葉の動きの組織化」である。メショニックはエミール・バンヴェニストの研究を引き継ぎ、ヘラクレイトスからリズムを脱プラトン化する。
ロマン・ヤコブソンと同様に、詩学はメショニックにとって文学に特有の分析的な学問ではなく、一般的にディスクールの中で働く現象全体を分析し、詩の中で最適に働くものである。詩は主体の活動とその言語の取り込みを明らかにする「レヴェレーター」となる。この立場から、彼は『Critique du rythme』（1982年）から「系列的意味論」の概念を発展させ、テキスト（または言説）の全音素に対する韻の原理を一般化した。
『Pour la poétique』から『Politique du rythme』『Poétique du rythme』『Critique du rythme』『Anthropologie historique du langage』に至る一連のエッセイを通じて、アンリ・メショニックは文学批評、辞書学、言語学、翻訳学、哲学、歴史学などのさまざまな学問分野にわたる数多くのプロジェクトに取り組んできた。

### 批評と論争の間で
彼自身は常に「論争的ではない」と主張してきたが、アンリ・メショニックのキャリアは詩的、哲学的、または文学的な世界のいくつかの代表者との一連の公開対立に特徴づけられている。1975年の『記号と詩』Le signe et le poèmeにおいて、彼はエトムント・フッサールからジャック・デリダに至る現象学と、その詩を完成させるという主張に対して根本的な批判を展開している（p. 471）。その表現はある種の笑いにまで達し、世界的な受容を予言している：「デリダは過剰に振舞うことで解体する」および「彼が失望させるほど、彼は成功する」（p. 473）
ヴァンセンヌ大学の同僚であり、詩と哲学を愛する詩人ミシェル・ドュギーとの不和は、メショニックの現象学批判の延長にある。しかし、ミシェル・ドュギーの『Poèmes 1960-1970』（Poésie/Gallimard, 1973）を紹介し、以来ミシェル・ドュギーが主催する雑誌『Po&sie』の序文を提案したのはメショニックであることを忘れてはならない。
2001年の『Célébration de la poésie』は、フランスの現代詩の攻撃的なパノラマを描いている。イヴ・ボヌフォワが何も言わなかった一方で、ミシェル・ドュギーはメショニックを「連続殺人犯」と呼び、ジャン＝ミシェル・モルポワは彼を「密告者」と呼んだ。この作品は、著者のほとんどすべての現代詩人に対する攻撃である。イヴ・ボヌフォワとジャック・ルボーは「現代詩の自然史博物館に展示された二頭のマンモス」、アンドレ・デュ・ブーシェには「ティック」、ミシェル・ドュギーは「イカサマ師」、ジャック・デュパンは「詩への愛で死ぬ」、クロード・ロワエ＝ジュルノは「白の崇拝者」、フィリップ・ベック（sic）は「たいしてつままない冗談屋」、オリヴィエ・カディオは「偽装した人を装う偽者」などとされている。「怠慢なデカールコピーの大騒ぎで立ち止まるもの」... ジャン＝ミシェル・モルポワが書いたように、メショニックは「痛みを伴う言葉を選ぶことに気を配った」。
メショニックは、ジャン＝ミシェル・モルポワの返答に対して「卑劣」および「誹謗」としか見なしておらず、ジャン＝ミシェル・モルポワに宛てた返答の中で自分の動機を説明している：「30年間にわたり私は言語の新しい考え方と『リズムの詩学』を構築してきたが、すべてが消されてしまった。私の仕事の継続性の中にある『思考の正確な言語』は消え、『なぜ』の理由が消え、『考え、論じる』という私が絶えず行っていることが消えた。しかし、私が批判する詩作についての言葉が『一言もない』と言われているが、実際には多くの例があり、それらはステレオタイプの中で研究されている。」（La Quinzaine littéraire no 824）となる。
しかし、アンリ・メショニックが最も強く非難するのは哲学者マルティン・ハイデッガーであり、彼の哲学的著作とナチス党との関係を示そうとした。彼はドイツの哲学者に対して『Le Langage Heidegger』（1990年）と『Heidegger ou le national-essentialisme』（2007年）の二冊を捧げている。
また、ジャン・キリエンのような専門家にも異議を唱えており、彼の研究はヴィルヘルム・フォン・フンボルトに専念している。彼の翻訳を詳細に議論している（「フンボルトの思想に対する哲学」のLangage, histoire, une même théorie, p. 641および以降を参照）。フランスでフンボルトの研究に対する関心を新たにしたのは、キリエンよりもメショニックであることを忘れてはならない。また、ベルリンでフンボルトの専門家であるユルゲン・トラバントがフランス語で書かれた本の出版を支援したのは彼であり、トラバントはメショニックの仕事をフンボルトの意味での民族言語学の真の延長と見なしている。
しかし彼の立場を理解するためには、まずアンリ・メショニックが対談で与える回答や説明を読むことが常に望ましい。特に『Célébration de la poésie』に関する対談では、彼の中心的な問いかけである言語の機能に基づいて視点が再配置されている。

### 聖書の翻訳
しかし、彼の「リズム批評」としての「歴史的言語人類学」は、何よりも聖書の翻訳者および詩人としての経験に基づいている。聖書ヘブライ語には韻文/散文の対立が存在しないため（『Gloires』の序文、詩篇の翻訳参照）、翻訳者はマソラ学者による転写のアクセントシステムに対応するシステムの探求に直面し、リズムを「詩の主題」、つまり「テキストの音律的・リズム的組織化」として理論化する（『Gloires』の「レチタティフとしてのリズムの味わい」p.30-37参照）

### 詩的作品
アンリ・メショニックの詩的作品は、1962年1月に雑誌『Europe』に発表された「アルジェリアの詩」から始まるが、本格的な冒険の始まりは、1972年にマックス・ジャコブ賞を受賞した『Dédicaces proverbes』の四ページの序文にある。これは、「他の場所では有用な言うことと行動することの区別や、個人と社会、言葉と言語の対立をもはや必要としない言語」の冒険の始まりを示している。このため、以降のすべての著書は「告白でもなく、慣習でもなく、すべての形式主義的模倣を超えた」一つの冒険に参加する進行中の詩と見なされるべきである。
ドゥルーズとの間で交わされた書簡は雑誌「ヨーロッパ」のメショニック特集号に掲載された。

## 経歴
1972年に『献辞　ことわざ』でマックス・ジャコブ賞を受賞。
1973年に発表した著作『記号と詩篇』でアリストテレス的・キリスト教的言説を支配する二元論的思考形態を批判し、キリスト教的主体に対してユダヤ教的主体の復権を唱える。このことによって、メショニックは当時のフランス思想界において、エマニュエル・レヴィナスと並ぶユダヤ的思想家の一人に数えられることになった。
1980年代から竹内信夫、石田英敬らがメショニックの日本への紹介をおこなっている。
1986年にマラルメ賞を受賞。
1987年からはアカデミー・マラルメのメンバーであった。
1996年にランシエール、グリッサンらと共に来日し、当時の東大総長であった蓮實重彦が企画したシンポジウムで発表している。。
2005年にはストラスブールでジャン・アルプ賞フランコフォニー文学賞を受賞し、2007年にはサン＝マロ市国際詩大賞を受賞した。
彼は2007年に現代出版記憶研究所（IMEC：Institut mémoires de l'édition contemporaine）に自身のアーカイブを寄託した。
2009年にメショニックが亡くなった際（彼はペール・ラシェーズ墓地（第74区）に埋葬されている。）、現代詩手帖8月号に詩人の安川奈緒が追悼記事を書いた。

## 翻訳
- 『詩学批判 詩の認識のために』竹内信夫訳、未來社、1982年